# Єзевська
Єзе́вська (рос. Езевская) — присілок у складі Даровського району Кіровської області, Росія. Входить до складу Лузянського сільського поселення.
Населення становить 14 осіб (2010, 30 у 2002).
Національний склад станом на 2002 рік — росіяни 100 %.